# Africa Cup 1C 2014
La Africa Cup 1C del 2014 se disputó en Gaborone, capital de Botsuana. Los 9 partidos se desarrollaron en el University of Botswana Stadium.
Jugaron 6 equipos divididos en dos zonas, en una se encontraban Botsuana, Mauricio y Nigeria, donde cada uno debió enfrentar a Suazilandia, a Zambia y al Impala Rugby de Rustenburg, Sudáfrica para confeccionar una tabla general. Este último equipo entró para ocupar el lugar dejado por Marruecos al abandonar la competencia.
Cumplidas las 3 fechas, el club sudafricano finalizó invicto y se consagró campeón, al no ser una selección no ocupó una de las dos plazas de ascenso. Por el contrario, Suazilandia no consiguió ningún punto y descendió a la segunda división africana.

## Equipos participantes
- Selección de rugby de Botsuana (The Vultures)
- Impala Rugby Club (Impala Rustenburg)
- Selección de rugby de Mauricio
- Selección de rugby de Nigeria
- Selección de rugby de Suazilandia
- Selección de rugby de Zambia

## Posiciones
| Pos. | Equipo      | Encuentros | Encuentros | Encuentros | Encuentros | Tantos  | Tantos    | Tantos     | Puntos Bonus | Puntos Totales |
| Pos. | Equipo      | jugados    | ganados    | empatados  | perdidos   | a favor | en contra | diferencia | Puntos Bonus | Puntos Totales |
| ---- | ----------- | ---------- | ---------- | ---------- | ---------- | ------- | --------- | ---------- | ------------ | -------------- |
| 1    | Impala      | 3          | 3          | 0          | 0          | 201     | 36        | + 165      | 3            | 15             |
| 2    | Mauricio    | 3          | 2          | 0          | 1          | 218     | 78        | + 140      | 2            | 10             |
| 3    | Botsuana    | 3          | 2          | 0          | 1          | 161     | 68        | + 93       | 2            | 10             |
| 4    | Nigeria     | 3          | 1          | 0          | 2          | 91      | 126       | - 35       | 1            | 5              |
| 5    | Zambia      | 3          | 1          | 0          | 2          | 61      | 153       | - 92       | 1            | 5              |
| 6    | Suazilandia | 3          | 0          | 0          | 3          | 10      | 281       | - 271      | 0            | 0              |

Nota: Se otorgan 4 puntos al equipo que gane un partido y 2 al que empate
Puntos Bonus: 1 punto por convertir 4 tries o más en un partido y 1 al equipo que pierda por no más de 7 tantos de diferencia
|  | Campeón |

|  | Ascienden a Africa Cup 1B 2015 |

|  | Desciende a CAR Trophy 2015 |

## Resultados

### Primera fecha
| 15 de junio | Impala | 61 - 17 | Mauricio |  |  |
|             |        | Reporte |          |  |  |

| 15 de junio | Botsuana | 87 - 0  | Suazilandia |  |  |
|             |          | Reporte |             |  |  |

| 15 de junio | Nigeria | 20 - 30 | Zambia |  |  |
|             |         | Reporte |        |  |  |

### Segunda fecha
| 18 de junio | Nigeria | 61 - 10 | Suazilandia |  |  |
|             |         | Reporte |             |  |  |

| 18 de junio | Zambia | 17 - 45 | Mauricio |  |  |
|             |        | Reporte |          |  |  |

| 18 de junio | Botsuana | 9 - 54  | Impala |  |  |
|             |          | Reporte |        |  |  |

### Tercera fecha
| 21 de junio | Mauricio | 134 - 0 | Suazilandia |  |  |
|             |          | Reporte |             |  |  |

| 21 de junio | Impala | 86 - 10 | Nigeria |  |  |
|             |        | Reporte |         |  |  |

| 21 de junio | Botsuana | 66 - 14 | Zambia |  |  |
|             |          | Reporte |        |  |  |

| Bandera de Sudáfrica            |
| Campeón de Africa Cup 1C Impala |
| Primer título                   |